# Drepanosiphum quercifoliae
Drepanosiphum quercifoliae är en insektsart som först beskrevs av Walsh 1863.  Drepanosiphum quercifoliae ingår i släktet Drepanosiphum och familjen långrörsbladlöss. Inga underarter finns listade i Catalogue of Life.